# 이자벨 드 포르투갈 왕녀
포르투갈의 이자벨라(포르투갈어: Isabel de Portugal, Imperatriz Romano-Germânica, 1503년 10월 24일 ~ 1539년 5월 1일)는 마누엘 1세와 아라곤의 마리아의 딸이다. 또한, 그녀는 신성 로마 제국의 카를 5세와 혼인함에 따라 신성 로마 제국의 황후이자 아라곤 왕국과 카스티야의 왕비가 되기도 한다.

## 결혼과 아이들
1526년 3월 10일, 이자벨라는 신성 로마 제국의 황제 카를 5세와 결혼하였다. 두 사람 사이에서 태어난 아이들은 다음과 같다:
- 펠리페 2세 (1527년 - 1598년), 스페인과 포르투갈의 왕.
- 마리아 (1528년 - 1603년), 막시밀리안 2세의 사촌이자 아내.
- 페르디난드 (1530년)
- 후아나 (1535년 - 1573년), 포르투갈의 왕자 주앙 마누엘의 사촌 겸 아내이자 포르투갈의 세바스티앙 1세의 어머니.
- 후안(1539년)